# Julian Semenov
Pour les articles homonymes, voir Semenov.
Julian Semenov (en russe : Юлиан Семёнович Семёнов, translittération : Ioulian Semionovitch Semionov) est un journaliste, un scénariste et un écrivain russe, auteur de plusieurs romans policiers et d’espionnage, né le 8 octobre 1931 à Moscou RSFSR et mort le 5 septembre 1993 également à Moscou (Russie),.
Érudit, polyglotte, prolifique et pionnier du roman d'espionnage, Julian Semenov est considéré comme l'alter ego soviétique de John le Carré, d'autant qu'il alimentait volontiers les rumeurs concernant son rôle au sein du KGB. Son œuvre est progressivement traduite en français par les Éditions du Canoë et suscite depuis un intérêt considérable.

## Biographie
Fils de Simon A. Liandres, éditeur, écrivain, journaliste et de Galina Liandres, née Nozdrina, professeur d'histoire, il termine ses études secondaires, puis entre à l'Institut d'études orientales de Moscou en 1948. Il y rencontre Ievgueni Primakov qui devient son ami. Pendant ses études, son père est arrêté le 29 avril 1952 et détenu jusqu'en mai dans la prison de Vladimir. À l'Institut, Ioulian Semionov est convoqué au bureau du recteur pour qu'il se joigne aux autorités et condamne par écrit ce qu'avait fait son père ; il refuse. En 1953, il obtient le diplôme délivré par le département Moyen-Orient de l'Institut, mais est renvoyé comme fils d'un ennemi du peuple qui n'a pas approuvé la décision du tribunal qui avait condamné son père pour calomnie du pouvoir soviétique, mais il retrouvera son statut d'étudiant trois ans plus tard.
Cependant, il peut travailler à l'université d'État de Moscou comme assistant dans l'enseignement de la langue pachtou, de l'histoire perse et de la politique. En 1955, il épouse Ekaterina Sergueïevna, fille de Natalia Kontchalovskaïa (ru) et d'Alexeï Bogdanov, qui avait été adoptée par le second époux de sa mère, Sergueï Mikhalkov. Ensemble, ils auront deux filles, Daria et Olga, laquelle écrira sa biographie, éditée en 2006, et qui jouera dans Confrontation, adaptation télévisée d'une des œuvres de son père. Toujours en 1955, il commence à publier dans les revues ou les périodiques, tels Ogoniok, Literatournaïa gazeta, Pravda, Smena [La relève] et Komsomolskaïa Pravda, un journal du Komsomol, organisation dont il est exclu pour la même raison qui avait motivé son exlusion de l'Université.
Il est envoyé à Kaboul, en Afghanistan, en tant qu'interprète et traducteur du pachtou et du dari et c'est là, en 1959, qu'il écrit son premier roman Agent diplomatique où il met en scène « Witkiewicz », un diplomate agent secret (inspiré du personnage réel Jan Prosper Witkiewicz).
En 1960, il devient membre et plus tard secrétaire de l'Union des écrivains soviétiques et, de 1962 à 1967, il est membre du comité de rédaction de la revue Moscou, puis travaille comme correspondant à l'étranger pour la Pravda, l'Ogoniok et la Literatournaïa gazeta. Ceci lui permet de voyager énormément et d'envoyer des reportages et, sans doute, des renseignements au KGB, d'Europe, de l'Espagne de Franco, d'Amérique, du Chili, de Cuba, du Paraguay, où il assiste à la chasse aux nazis et aux dirigeants de la mafia sicilienne, d'Asie où il se trouve en forêt avec les chasseurs de tigres, de l'Extrême-Orient soviétique, où il observe la construction de la Magistrale Baïkal-Amour, (BAM), du Japon, d'Afghanistan, du Vietnam pendant les combats et du Laos où il se mêle aux guerilleros, des stations polaires de l'Arctique et de l'Antarctique... Ces lieux sont évoqués dans plusieurs de ses œuvres : 49 heures 25 minutes (1960), Ils partent pour revenir (1961), Dans l'exercice de fonctions officielles (1962), Route de JV -15 - Bornéo (1971), La Chèvre (1974), Le Loup (1974), Tass est autorisé à déclarer (1977), Capriccioso sicilien (1978), Press center (1983), Enchères (1985), Romans non écrits (1990), car aux impressions qu'il recueille au cours de toutes ces expériences s'ajoute toute la matière qu'il peut trouver dans les archives du Ministère de l'Intérieur et des services secrets de l'URSS, d'où la grande variété des sujets abordés tout au long de son œuvre.
En 1968, Semionov écrit son roman le plus populaire, Les 17 Moments du printemps, mettant en scène un espion soviétique en Allemagne, Maxime Issaïev, alias Justas, alias le Standartenführer SS Von Stierlitz pendant les dix-sept derniers jours de la Seconde Guerre mondiale. Ce roman est aussi publié sous les noms Le Complot Himmler et Dix-sept flashs sur le printemps. Dès 1968, l'année de sortie du livre, l'histoire est adaptée en feuilleton pour la télévision et obtient un franc succès. Les personnages et de nombreuses citations en ont été empruntés pour intégrer les Anekdots si populaires en période soviétique. Ce roman et les films qui en ont été tirés, donnent aux personnages nazis, d'habitude plutôt caricaturaux, une humanité et une profondeur[réf. nécessaire].
Julian Semionov écrit d’autres romans, notamment toute une série sur un espion russe blanc envoyé en URSS. Ceux-ci ont été adaptés au cinéma, L'Erreur du résident (Ochibka rezidenta) en 1968, et connaissent trois suites. Il donne aussi une trilogie consacrée à la brigade criminelle de Moscou, dont le premier titre 38, rue Petrovka (1962), est l'adresse « du siège de la milice moscovite »
Le succès des 17 moments… lui vaut d'être lauréat du prix d'État d'URSS en 1976 pour sa participation à la série TV, mais à son grand dépit, le réalisateur, le caméraman, les acteurs et les principaux collaborateurs sont récompensés, mais pas lui. Après la dépression qui s'ensuit, on peut penser qu'il était devenu très sensible aux honneurs officiels et, la même année, il peut se consoler en recevant la médaille de l'amitié des peuples, le prix d'État des frères Vassiliev et, l'année suivante, le prix d'État de l'URSS. Ensuite, Semionov écrit un long cycle d’enquêtes sur des affaires politiques mettant en scène son personnage Stierlitz. Il invente aussi plusieurs autres romans policiers pour des affaires criminelles ou politiques.
En 1979, il reçoit une distinction du KGB ; est-ce la raison pour laquelle il écrit ensuite une série sur Félix Dzerjinski, le fondateur de la Tchéka qui devient plus tard le KGB ? Tout au long du reste de sa vie, on ne l'oublie pas et il reçoit nombre de récompenses : en 1979, prime des constructeurs Nourek HPS ; en 1982, il est reconnu comme artiste émérite de la RSFSR ; en 1984, il reçoit l'ordre de la révolution d'Octobre ; le ministère de l'intérieur de l'URSS le distingue en 1986 ; le KGB pense à nouveau à lui en 1989.
En 1986, il devient président de l'Association internationale du roman policier et du roman politique et rédacteur en chef de la collection Le Roman policier et la Politique, publiée par cette association avec l'aide de l'agence Novosti qui fait beaucoup en URSS pour populariser le genre policier.
Trois ans plus tard, il participe à la première édition privée soviétique du journal Top secret. Il en est, moyennant un rouble par an, son premier rédacteur en chef et fonde l'émission de télévision éponyme. Avec le baron Edouard von Pfalz-Fein il crée aussi le « Comité international de recherche de la Chambre d'ambre » qui comprend également Georges Simenon, James Aldridge, Georges Stein. Cette association, comme d'autres qui cherchaient à éclaircir ce mystère, n'obtint aucun résultat.
Vers la fin de sa vie active, tout en continuant d'écrire des romans et des scénarios, il cumule de nombreuses responsabilités publiques : de 1985 à 1991, il est secrétaire du conseil d'administration de la RSFSR ; de 1986 à 1991, vice-président de la Société de l'amitié « URSS-Argentine », membre du Comité soviétique pour la solidarité avec l'Amérique latine.
Le 16 octobre 1990, il est victime d'un premier accident vasculaire cérébral. Deux autres suivent qui le privent de la motricité, de la parole et de toute activité. Il meurt en Crimée et ses cendres sont dispersées sur la mer Noire. Néanmoins, au cimetière Novodievitchi, à Moscou, on peut se recueillir devant son cénotaphe. Le site de la Fondation culturelle Julian Semionov, l'agence d'information russe RIA Novosti, le livre biographique écrit par la fille de Semionov Olga et la presse internationale mentionnent toutefois Moscou comme son lieu de décès,,,.

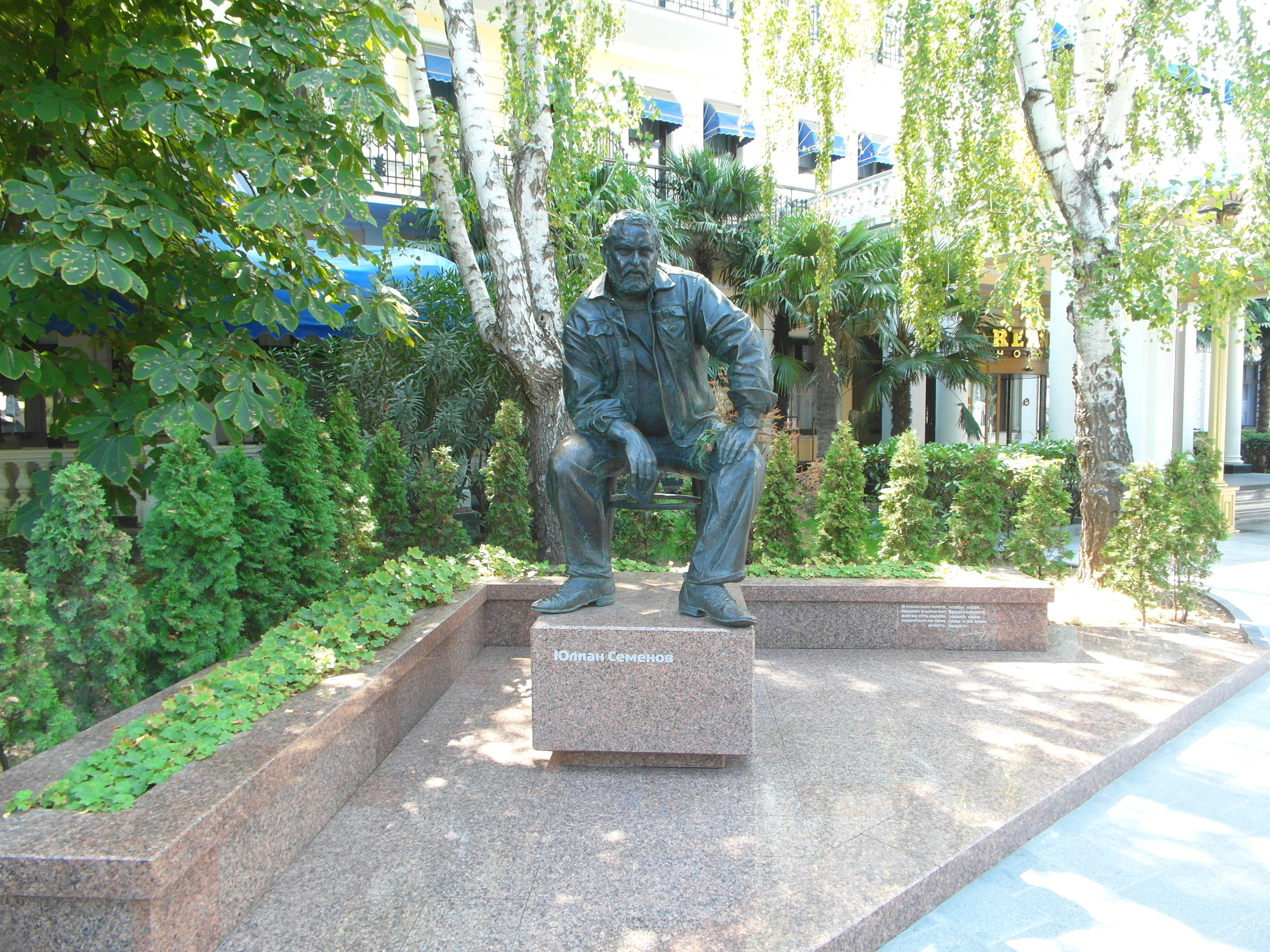
Statue de l'écrivain, rue Gogol à Yalta.

La suite écrite par le journaliste Vladimir Soloviov semble être sortie d'un de ses romans : après sa mort, son studio est occupé par le journaliste Artiom Borovik qui, selon la page Wikipédia en anglais, aurait révélé l'empoisonnement de Semionov par le KGB. Cette administration aurait voulu empêcher l'écrivain de divulguer des documents compromettants sur les liens du patriarche Alexis II de Moscou et de l'Église orthodoxe russe officielle avec le KGB. Le prêtre Alexandre Men qui aurait détenu la cassette vidéo, assassiné à coups de hache le 9 septembre 1990, aurait été liquidé par un homme de main. Artiom Borovik disparut dans un accident d'avion le 9 mars 2000. Ces informations non appuyées de preuves auraient été publiées par Gleb Yakounine qui aurait eu accès au dossier du KGB en tant que membre de la commission d'enquête parlementaire présidée par Lev Ponomariov sur les causes et les raisons de la tentative du putsch soviétique en 1991. Il jouissait d'une datcha à Sovietski Pissatel.

## Œuvres
- Les titres suivis de la mention (JIS), J(ustas), I(ssaïev), S(tierlitz) mettent en scène ce personnage dont l'ensemble des récits est parfois appelé Chronique politique
- Les titres suivis de la mention (VK), mettent en scène le colonel de la milice V(ladislav) K(ostenko)
- Les titres suivis de la mention (VS), mettent en scène le colonel de la Sécurité d'État V(itali) S(lavine)
- Les titres suivis de la mention (DS), mettent en scène le journaliste  D(mitri) S(tepanov)
- Les titres suivis de la mention (FD), mettent en scène Félix Dzerjinski au début de l'agitation révolutionnaires.

### Romans
- 1959 : Agent diplomatique.
- 1960 : 49 heures 25 minutes
- 1961 : Ils partent pour revenir
- 1961 : La Vérité pour neuf roubles, pièce de théâtre
- 1962 : Dans l'exercice de fonctions officielles
- 1963 : 38, rue Petrovka (VK). Une enquête sur un vol à la caisse d'épargne
- 1964 : La Route de la Grande Ourse, pièce de théâtre
- 1966 : Le mot de passe est superflu du sous-cycle «Alternative» (JIS). La Tchéka infiltre La Garde blanche en Extrême-Orient avec le jeune scout, Vladimirov, pseudonyme de Maxime Issaïev
- 1967 : Commandant Tornade du sous-cycle «Alternative» (JIS). Ce livre peut être lu en ligne (en russe). La protection de Cracovie par les troupes soviétiques pendant la Seconde Guerre mondiale.
- 1968-1969 : Le Vietnam, le Laos
- 1969 : Dix-sept flashes sur le printemps du sous-cycle « Position » et du sous-cycle « Alternative » (JIS). Traduit en français sous le titre La Taupe rouge par Monique Slodzian pour les Éditions du Canoë (mai 2019, préface de Zakhar Prilepine). Ce livre peut être lu en ligne (en russe). Issaïev-Stierlitz réussit à obtenir la confiance des dirigeants nazis afin d'avoir accès au contenu des négociations secrètes que le régime fasciste mène avec les occidentaux en vue d'un armistice. Il en existe une traduction plus ancienne par Alexandre Karvovski éditée par les Éditions du Progrès en 1973.
- 1970 : Il m'a tué à Luang Prabang (DS)
- 1970 : Une bombe pour Monsieur le Président du sous-cycle «Alternative» (JIS). Stierlitz reprend la chasse aux nazis
- 1971 : Des diamants pour la dictature du prolétariat du sous-cycle «Alternative» (JIS). Traduit en français sous le titre Des diamants pour le prolétariat par Monique Slodzian pour les Éditions du Canoë (octobre 2020, préface d'Edward Limonov).
- 1971 : Route de JV-15 - Bornéo
- 1972 : 6, rue Ogariova (VK). Divulgation d'un important détournement de fonds d'État à l'usine de bijoux de Piatigorsk.
- 1973 : Version espagnole du sous-cycle «Alternative» (JIS). Stierlitz en Espagne
- 1974 : Alternative, printemps 1941 du sous-cycle « Alternative » (JIS). Ce livre peut être lu en ligne (en russe). Maxime Issaïev en Yougoslavie.
- 1974 : La Chèvre
- 1974 : Le Loup
- 1975 : Tendresse du sous-cycle «Alternative» (JIS). Nouvelle sur la vie sentimentale de Shtirlitsa en 1927.
- 1977 : La Troisième Carte du sous-cycle «Alternative» (JIS). Activité des agents nazis au sein de l'Organisation des nationalistes ukrainiens au début de la Grande Guerre patriotique.
- 1977 : TASS est autorisé à déclarer, (VS). Le contre-espionnage soviétique pendant la traque d'un agent de la CIA à Moscou en 1970.
- 1978 : Capriccio sicilien. Aventures d'un journaliste en Sicile
- 1979 : Confrontation (VK). Enquête sur des meurtres commis par des criminels de guerre nazis en fuite
- 1982 : Condamné à survivre du sous-cyle «Position» (JIS). Ce livre peut être lu en ligne (en russe). Les derniers jours du Troisième Reich
- 1982 : La Mort de Pierre de la série Burning (FD)
- 1983 : Press Center (DS). Le coup d'état au Garivas, un pays imaginaire
- 1983 : L'Assassinat de Stolypine de la série Burning (FD)
- 1984 : Expansion-I du sous-cycle «Position» (JIS). Ce livre peut être lu en ligne (en russe). La confrontation de Maxime Issaïev et de Reinhard Gehlen dans l'Espagne de Franco en 1940
- 1984 : Expansion-II du sous-cycle «Position» (JIS). Ce livre peut être lu en ligne (en russe). En Espagne et en Argentine dans les années 1940
- 1984 : Expansion-III du sous-cycle «Position» (JIS). Ce livre peut être lu en ligne (en russe). En Espagne et en Argentine après la guerre
- 1984 : Alias de la série Burning (FD)
- 1985 : Commentaire de la recherche de la série Burning (FD)
- 1985 : Enchères (DS). Sur la perte des valeurs culturelles
- 1986 : Nœud intercontinental, (VS). Le colonel Slavine, agent de renseignements, contre Oleg Penkovsky
- 1986 : Rapport sur les voyages d'affaires
- 1987 : Reporter (VK). Révélation de l'existence d'un syndicat clandestin de biens culturels
- 1990 : Désespoir (JIS). Ce livre peut être lu en ligne (en russe). Le retour d'Issaïev en URSS après la guerre
- 1990 : Le Mystère de l'avenue Koutouzov (VK). Enquête sur l'assassinat de Zoia Fedorova
- 1990 : Romans non écrits
- 2021 : Opération Barbarossa (JIS), trad. Monique Slodzian, Éditions du Canoë [présentation en ligne]
- 2022 : Ordre de survivre (JIS), trad. Monique Slodzian, préface Antoine Volodine, Éditions du Canoë.

- Dates non trouvées :
  - Mission spéciale, pièce de théâtre
  - À la recherche de la chambre d'ambre; une série d'articles dans les journaux
  - L'Intransigeance. Ce livre peut être lu en ligne (en russe)
  - Mon guide. Ce livre peut être lu en ligne (en russe)

## Filmographie

### En tant que scénariste
- 1961 : En semaine et les jours fériés réalisé par Vladimir Chredel
- 1963 : Dans la ligne du devoir réalisé par Ilia Gourine
- 1966 : Ce n'est pas le jour le plus favorable réalisé par Iouri Iegorov
- 1966 : Sur la glace mince réalisé par Damir Viatitch-Berejnykh. Le scénario adapte un roman de Gueorguï Briantsev
- 1967 : Aucun mot de passe n'est nécessaire réalisé par Boris Grigoriev
- 1968 : Commandant Tornade réalisé par Evgueni Tachkov
- 1968 : Exode réalisé par Anatoli Bobrovski et Bountar Jamianguiïn
- 1971 : Nuit sur le 14e parallèle réalisé par Vladimir Chredel
- 1973 : Dix-sept Moments de printemps réalisé par Tatiana Lioznova, série télévisée de 12 épisodes éditée en DVD par R.U.S.C.I.C.O (sous-titres en anglais)
- 1976 : Vie et mort de Ferdinand Luce réalisé par Anatoli Bobrovski, série télévisée à partir du roman Une bombe pour le président
- 1977 : Des diamants pour la dictature du prolétariat réalisé par Grigori Kromanov édité en DVD par R.U.S.C.I.C.O en russe
- 1979 : Pas de traits distinctifs réalisé par Anatoli Bobrovski basé sur les romans de la série Burning
- 1980 : 38, rue Petrovka réalisé par Boris Grigoriev
- 1980 : Le Fiasco de l'« Opération terreur » réalisé par Anatoli Bobrovski basé sur les romans de la série Burning
- 1980 : Version espagnole (lv) (Spāņu variants) réalisé par Eriks Lacis
- 1981 : 20e jour de décembre réalisé par Grigori Nikouline, série télévisée
- 1981 : 6, rue Ogariova réalisé par Boris Grigoriev
- 1984 : TASS est autorisé à publier réalisé par Vladimir Fokine
- 1985 : Confrontation réalisé par Semion Aranovitch, série télévisée où sa fille Olga joue le rôle de la journaliste Korolyova
- 1986 : Face à face réalisé par Anatoli Bobrovski basé sur le livre Enchères
- 1988 : Grand Jeu réalisé par Semion Aranovitch, série télévisée basée sur le roman Press Center
- 2008 : Issaïev réalisé par Sergueï Oursouliak série télévisée basée sur les romans Aucun mot de passe n'est nécessaire, Des diamants pour la dictature du prolétariat et Tendresse

### En tant qu'acteur
- 1961 : En semaine et les jours fériés, réalisé par Vladimir Chredel
- 1972 : Solaris, réalisé par Andreï Tarkovski : président de la conférence scientifique
- 1987 : Cinématon #914, réalisé par Gérard Courant : lui-même

### En tant que réalisateur
- 1982 : Nuit sur le 14e parallèle coréalisé avec Vladimir Chredel

## Sources
: document utilisé comme source pour la rédaction de cet article.
- Claude Mesplède (dir.), Dictionnaire des littératures policières, vol. 2 : J - Z, Nantes, Joseph K, coll. « Temps noir », 2007, 1086 p. (ISBN 978-2-910686-45-1, OCLC 315873361), p. 749-750
- Des renseignements supplémentaires ont été trouvés sur la jaquette du roman Dix-sept flashes sur le printemps, édité par les Éditions du Progrès (1972).
- Cette contribution reprend une grande quantité de renseignements dans la page Wikipédia en langue russe qui lui est consacrée.